# Дистанционный взрыватель

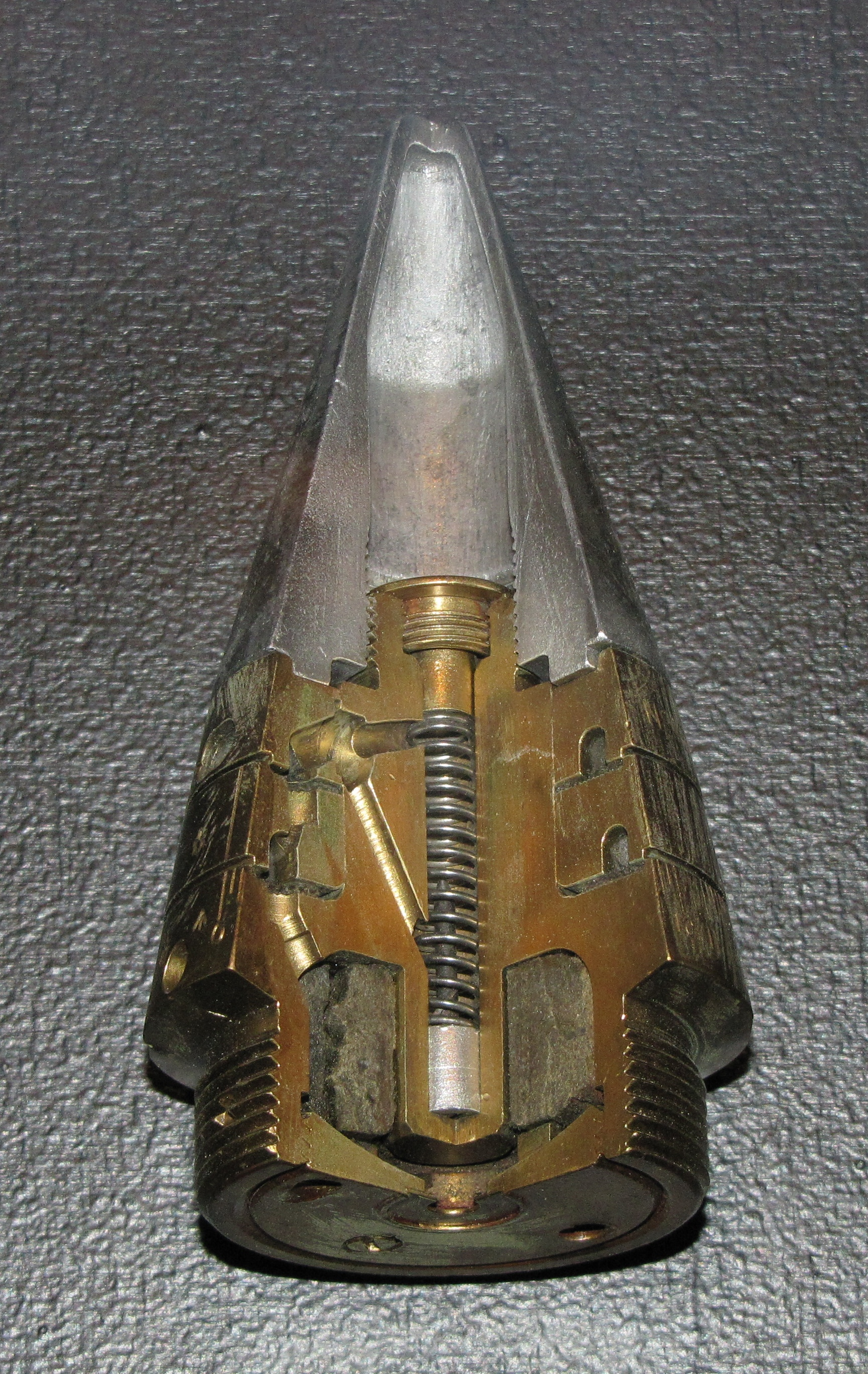

Дистанционный взрыватель — автоматическое устройство для приведения в действие боеприпаса на траектории его полёта по истечении заданного времени без воздействия на него цели.
Первоначально назывались (дистанционными) трубками. Отличие дистанционного взрывателя от дистанционной трубки заключается в том, что в хвостовой части взрывателя имеется детонирующие приспособление, посредством которого по окончании «отсчёта» времени взрывателем (например по окончании горения дистанционного состава или установки часового механизма) производится детонация (взрыв) разрывного заряда.
Осветительные, зажигательные и агитационные снаряды и мины комплектуются не взрывателями, а дистанционными трубками (например Т-6). Хотя внешне они могут быть крайне похожи, но последние отличаются от взрывателей тем, что огневая цепь трубки не имеет ни капсюля-детонатора, ни самого детонатора из-за того, что в этих снарядах (минах) нет разрывного снаряда. Огневая цепь трубки заканчивается пороховой петардой, которая воспламеняет вышибной заряд из дымного пороха, а тот в свою очередь выбрасывает содержимое снаряда.
Дистанционные взрыватели бывают следующих видов:
- пиротехнические (с пороховым дистанционным составом)
- механические (часовые и нечасовые)
- электрические
- электронные

Кроме того, дистанционные взрыватели могут быть «двойного действия», то есть имеют возможность работать «на удар». Для этого они могут иметь «ударный» механизм для активации или возможность установки трубки «на удар». При этом взрыватель сработает или только при встрече с целью (преградой) или способен это сделать вне зависимости от того, успел ли сработать дистанционный механизм. Например накол капсюля-детонатора происходит за счёт смятия корпуса взрывателя при встрече с преградой.
Дистанционные взрыватели могут также иметь возможность установки «на картечь» (как правило это минимально возможная установка дистанционного механизма). При этом сам снаряд конечно же картечным не является и не важно даже имеется ли в снаряде шрапнель. Такая установка подразумевает разрыв снаряда (фугасного) в непосредственной близости от орудия. То есть так, чтобы действие его было аналогично картечи: самооборона от близко расположенного противника. Однако она, как правило, запрещена для орудий не имеющих бронещита (например зенитных), так как от столь близких разрывов может пострадать сам расчёт стреляющего орудия.

## Определение времени срабатывания

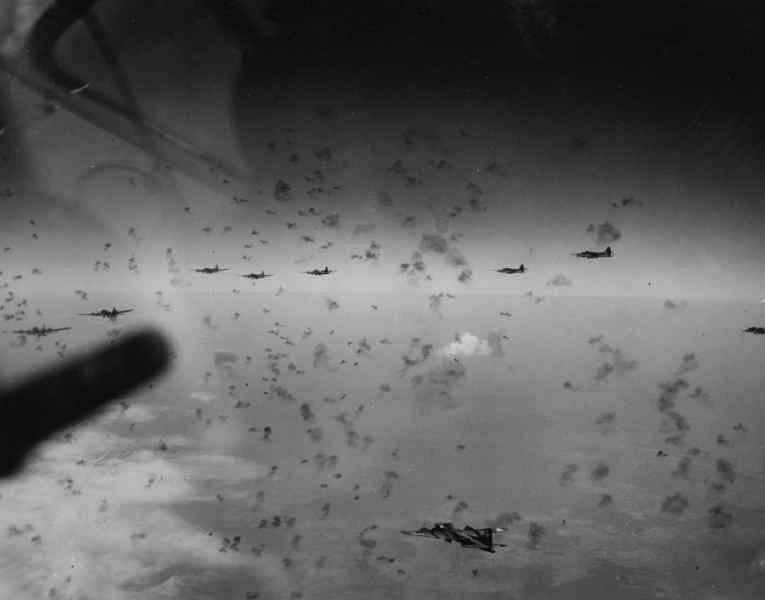
Группа бомбардировщиков B-17, летящих сквозь разрывы зенитных снарядов.

Общей чертой большинства взрывателей, особенно старой конструкции, является то, что время через которое произойдёт взрыв на них устанавливается опосредованно. То есть задаётся не в секундах, а в неких безразмерных величинах на дистанционных шкалах. Причём зависимость эта нелинейная и на точное соотношение влияет множество параметров. Перевести их в секунды можно по специальным графикам и таблицам, но в войсках это как правило не используется, так как не имеет практического значения. Шкала может быть как на самом взрывателе, там и на приборе (ключе) с помощью которого выполняется установка дистанционного механизма взрывателя.
В случае пиротехнических взрывателей время горения дистанционного состава может зависеть от высоты на которой находится снаряд (влияние более разряженного воздуха) и скорости полёта снаряда. Так например у дистанционного взрывателя Т-5 от 85-мм зенитной пушки при малых углах возвышения (до 15°) скорость горения состава увеличивается и максимальное время горения (при установке на 165 делений) равно примерно 24 секундам, а при максимальном угле возвышения (84°) дистанционный состав при установке на 145 делений, сгорает за 34 секунды.
Как правило выбранная установка взрывателя становится результатом решения задачи встречи снаряда с целью. Наиболее показательна в этом плане стрельба зенитных орудий по самолётам. В этом случае рассчитывается точка упреждения в которую должен прилететь и взорваться зенитный снаряд с тем, чтобы поразить самолёт противника. С помощью данных с ПУАЗО определяется нужная установка дистанционного механизма, которую на взрывателе устанавливают вручную специальным ключом или с помощью автоматизированных установщиков взрывателей — это устройства куда с помощью данных от ПУАЗО непрерывно вводятся значения установки трубки, а прибор производит установку дистанционного взрывателя по этим значениям.

## Пороховые (пиротехнические) взрыватели

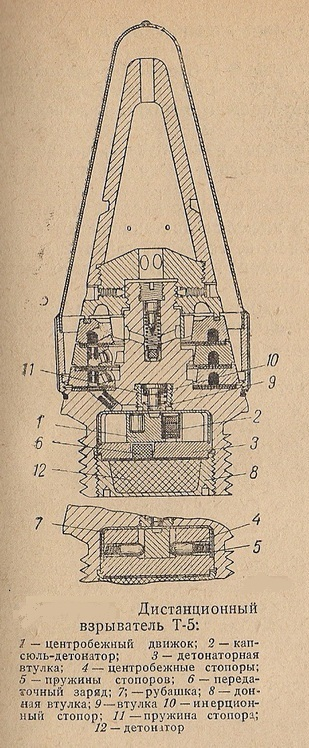

До середины XX века пороховые взрыватели были наиболее распространены в артиллерии. В таких дистанционных взрывателях время от моменты выстрела до момента разрыва снаряда определяется временем горения запрессованного в кольца дистанционного состава.
Пиротехнические дистанционные взрыватели и трубки просто по устройству и дёшевы в изготовлении, но они имеют меньшую точность (разброс времени работы до 5%) по сравнению с механическими, а время их действия сильно зависит от давления и температуры. В связи с этим в настоящее время их применяют лишь во вспомогательных снарядах, минах и авиабомбах. Однако сам принцип работы сих пор используются как вспомогательный механизм в ряде более сложных изделий: неконтактных взрывателях, взрывных устройствах комбинированного действия, радиовзрывателях.
Одним из примеров классического пиротехнического дистанционного взрывателя является дистанционный взрыватель Т-5 для осколочных зенитных снарядов средних калибров. В состав его функционально-структурной схемы выходят: баллистический колпак (улучшает аэродинамические качества снаряда, а также обеспечивает правильное горение пиротехнического состава внутри взрывателя за счёт отверстий для воздуха), фиксирующее устройство (нажимная гайка), накольный механизм, пиротехническое дистанционное устройство, комбинированный предохранительный механизм (включает в себя инерционный и центробежный предохранительные механизмы), предохранительно-детонирующее устройство — центробежный движок с капсюлем-детонатором и передаточным зарядом.
Порядок работы огневой цепи: капсюль-воспламенитель ⇒ пиротехнический состав ⇒ усилитель ⇒ капсюль-детонатор ⇒ передаточный заряд ⇒ детонатор.
На взрыватели при изготовлении установлены предохранительные колпаки (колпак имеет левую резьбу), которые сохраняют герметичность собранного механизма взрывателя и тем самым предохраняются пороховой состав дистанционных колец от влаги и преждевременного разрушения.
Дистанционное устройство состоит из трёх пиротехнических колец. Нижнее и верхнее соединены между собой фигурной скобкой и свободно вращаются вокруг головной части корпуса. Установка взрывателя производится одновременным поворотом (с помощью специального ключа или установщика взрывателей) верхнего и нижнего колец относительно корпуса. При этом в соответствии с имеющейся на нижнем кольце шкалой включаются в работу различные по длине «дорожки» пиротехнического состава в кольцах (изменяется длина общего пути, который надо пройти пламени).
При выстреле под действием силы инерции срабатывает накольный механизм и форс пламени от капсюля-воспламенителя передаётся дистанционному пиротехническому составу первого кольца. Затем пламя последовательно зажигает пороховой состав среднего и нижнего колец, а затем через пороховые столбили в передаточном канале корпуса направляется к капсюлю-детонатору, который после срабатывания инерционного предохранительного механизма уже находится над передаточным зарядом. Взрыв капсюля-детонатора вызывает срабатывание передаточного заряда, детонатора и разрывного заряда самого снаряда.

## Механические взрыватели

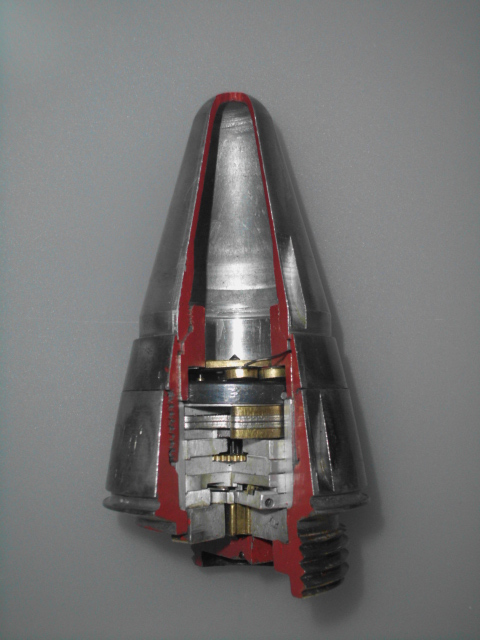
Разрезной макет немецкого зенитного механического взрывателя Zt. Z. S/30, который использовался немецкой и советской армией в годы Второй Мировой Войны. Максимальная задержка по времени: 30 секунд. Экспонат военно-исторического музей вооружённых сил Германии (Дрезден)

В механических дистанционных взрывателях счётчик времени - часовой механизм либо счётчик числа оборотов на траектории (тахометрические взрывные устройства, расчёт ведётся исходя из того, что заранее известно количество оборотов снаряда за единицу времени).
Работу механических дистанционных взрывателей можно рассмотреть на примере зенитного взрывателя ВМ-30. Во многом есть устройство и внешний вид схожи с пиротехнических взрывателем Т-5, но установленное время в ВМ-30 отсчитывается с помощью специального часового механизма называемого временным механизмом взрывателя.
Основные элементы функционально-структурной схемы: установочный механизм, часовой механизм, пусковой механизм, спусковой механизм и комбинированный предохранительный механизм. Установка дистанционного механизма производится аналогично взрывателю Т-5, только вместо колец у механического взрывателя поворачивается установочный колпак.
Суть дистанционного механизма заключается в том, что после выстрела начинает работу часовой механизм. Он работает от усилия спиральной пружины вне зависимости от внешних условий. Сама задержка обуславливается тем, что часовой механизм имеет прорезь для захода в неё исполнительного механизма идущего к капсюлю-воспламенителю. Выставление задержки установочным колпаком задаёт момент когда произойдёт их взаимодействие: в определённый момент перемещения частей часового механизма после начала его работы. Происходит накол капсюля-воспламенителя и далее огневая цепь срабатывает аналогично пороховому детонатору Т-5.

## Электрические взрыватели
В электрических дистанционных взрывателях время определяется, например, временем перехода электрического заряда  с одного конденсатора на другой (запальный), вызывающий срабатывание электрозапала (или электровоспламенителя) по достижении на его обкладках определённого напряжения.
Первые типы данных взрывателей были разработаны ещё до Второй Мировой Войны, но из-за ряда недостатков присущих конденсаторам (как источникам питания) в то время нашли своё применение только в некоторых авиационных бомбах и видах ракет.